# Maurice Goudichaud
Jean-Maurice Goudichaud, né Goudicheau le 30 avril 1889 à Saint-Émilion et décédé le 7 avril 1952 à Saint-Émilion, est un ingénieur des Arts et Métiers, un industriel, un acteur de la protection sociale, et un chef de bataillon honoraire français.

## Biographie

### Origine et formation
Maurice Goudichaud naît le 30 avril 1889 à Saint-Émilion. En août 1906, à 17 ans, il se classe 31e au concours d'admission à l'École des Arts et Métiers d'Angers et intègre la promotion 1906. Il obtient en 1909 le diplôme d'ancien élève en terminant à la 70e place, et adhère comme ancien élève à la Société des ingénieurs Arts et Métiers.

### Parcours professionnel
En 1910, il commence sa carrière professionnelle à Bordeaux en tant que dessinateur, puis travaille comme ingénieur à partir de 1913. Au sortir de la Première Guerre mondiale, en 1919, il s'associe à Louis Dessalle, également ingénieur des Arts et Métiers d'Angers (promotion 1883), et crée à Bordeaux-Bastide la Maison Dessalle et Goudichaud, entreprise de construction métallique spécialisée dans les charpentes métalliques et mixtes, bâtiments industriels et agricoles, ponts, pylônes, signaux et appareils de voie, et serrurerie d’art. Il y travaille comme ingénieur-constructeur. En 1924, il prend l'entreprise entièrement à son compte, la renomme Maison Goudichaud et emménage dans de nouveaux locaux, toujours à Bordeaux-Bastide. En 1945, il renomme l'usine Etablissement Goudichaud. Il en reste le patron jusqu'en 1952.
Parallèlement à sa vie de chef d'entreprise, il prend activement part à la défense des intérêts du secteur du bâtiment et de la construction métallique, notamment en tant que président de plusieurs groupements et syndicats :
- l'Union départementale girondine des Syndicats patronaux du bâtiment[7];
- le Syndicat général girondin du Bâtiment[8];
- le Syndicat de la construction métallique de la Gironde[9];
- le Groupement des constructeurs métalliques du Sud-Ouest[7].

Il soutient également la formation technique, en particulier à travers les cours dispensés par la Société Philomathique de Bordeaux dont il devient membre en 1920. Il est nommé officier d’Académie en novembre 1929, pour services rendus à l’enseignement technique.

### Implication sociale et mutualiste
Il fait partie, aux côtés de l'ancien maire Fernand Philippart et d'autres chefs d'entreprise, du mouvement philanthropique des patrons sociaux bordelais des années 1920, 1930 et 1940. Le ministère du travail et de la prévoyance sociale lui attribue la médaille d’honneur des assurances sociales en août 1933. Il est l'un des précurseurs et acteurs de la protection sociale à Bordeaux et en Gironde. Ses responsabilités couvrent entre autres les fonctions de :
- Président de l'Association mutuelle industrielle (A.M.I.)[13];
- Président de la Caisse primaire de la métallurgie de la Gironde à Bordeaux;
- Membre du conseil d'administration du C.B.A.S. de juillet 1931 à avril 1952[14];
- Membre du conseil d'administration et du bureau de la C.C.M.G. pendant 20 ans, en tant que :
  - Secrétaire Général de la C.C.M.G., de juin 1932 à août 1934;
  - Président de la C.C.M.G., d'août 1934 à avril 1949;
  - Président d'Honneur de la C.C.M.G., d'avril 1949 à avril 1952[15].

### Carrière militaire
- Première Guerre mondiale : sergent, adjudant, puis sous-lieutenant à titre définitif en janvier 1916, lieutenant à titre temporaire en décembre 1917 dans le 8e régiment du Génie
- Croix de Guerre 1914-1918[7]
- Entre-deux-guerres : lieutenant en décembre 1924, capitaine en juillet 1925 dans le 8e régiment du Génie
- Seconde Guerre mondiale : chef de bataillon en septembre 1939 dans le 17e région. du Génie[16]

## Distinctions
- Officier de la Légion d'honneur, en mai 1950[9]
- Officier d'académie, pour services rendus à l’enseignement technique, en novembre 1929
- Croix de guerre 1914–1918
- Médaille d’honneur des assurances sociales, en août 1933

Ses employés sont également récompensés à plusieurs reprises pour « leur dévouement, leur conduite irréprochable, leur long séjour dans la même maison ». Ils se voient notamment décerner le Deuxième prix J. Galin de la Société Philomathique en juin 1930, la Médaille d'honneur en argent du ministère du commerce et de l'industrie en juillet 1933 et en juillet 1934, et le Prix des Prud’hommes-Patrons de la Société Philomathique en juin 1938.

## Publication
- « Pour rénover l'industrie du bâtiment », Le Sud-Ouest économique, no 315-316, sept.-oct. 1940

## Hommage
Lors de la remise de la croix d'officier de la Légion d'honneur à Maurice Goudichaud le 15 mai 1950, sont mis en exergue ses « éminents mérites […], tant sur le plan professionnel, social et mutualiste que sur le plan militaire ». Le député et ancien ministre Jean-Raymond Guyon « se réjouit de fêter une croix qui consacre l'œuvre d'un industriel bordelais, animateur d'une grande entreprise, dont le dévouement et le désintéressement ont toujours été un exemple ».